# Potts Peak
Potts Peak är en bergstopp i Antarktis. Den ligger i Sydshetlandsöarna. Argentina, Chile och Storbritannien gör anspråk på området. Toppen på Potts Peak är 140 meter över havet.
Terrängen runt Potts Peak är kuperad söderut, men norrut är den platt. Havet är nära Potts Peak norrut. Trakten är glest befolkad. Närmaste befolkade plats är Commandante Ferraz Station, 14,9 kilometer sydväst om Potts Peak. 